# Дворец культуры железнодорожников (Ташкент)
Дворец культуры железнодорожников (ДКЖ, Дом Культуры Железнодорожников) — дом культуры в Ташкенте, Узбекистан. Памятник архитектуры 30-х годов XX века.

## История
Построен в 1938 году по проекту советского архитектора А. И. Павлова. В здании размещён кинотеатр, концертный зал, помещения центральной профсоюзной библиотеки ЦС Профсоюза железнодорожников и транспортных строителей Узбекистана, Дорожная научно-техническая библиотека ГАЖК «Узбекистан темир йуллари» и Музей истории Узбекистанской железной дороги.
В 1979—1980 годах дом культуры подвергся масштабной реконструкции под руководством советского и российского архитектора В. И. Пискарева.
К ДКЖ также относятся Парк Железнодорожников и Ташкентский музей железнодорожной техники.
При дворце культуры работают детские кружки, любительские объединения и клубы, музыкальные и танцевальные коллективы. Среди них рок-группа «Крылья оригами», Народный ансамбль бального танца «СИЛУЭТ», Оркестр русских народных инструментов «Грёзы», Хореографический ансамбль «Ассалом Куёш».